# 太阳海岸

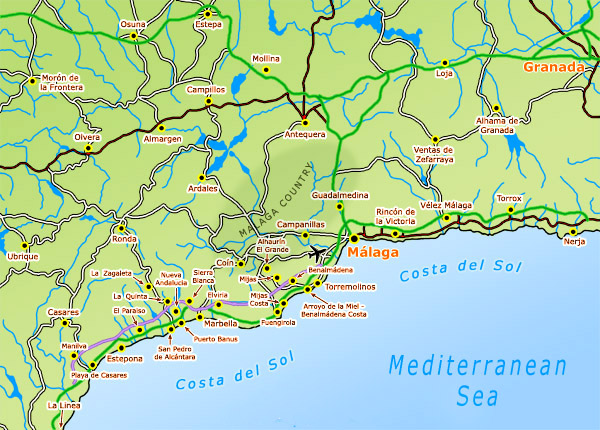
地图

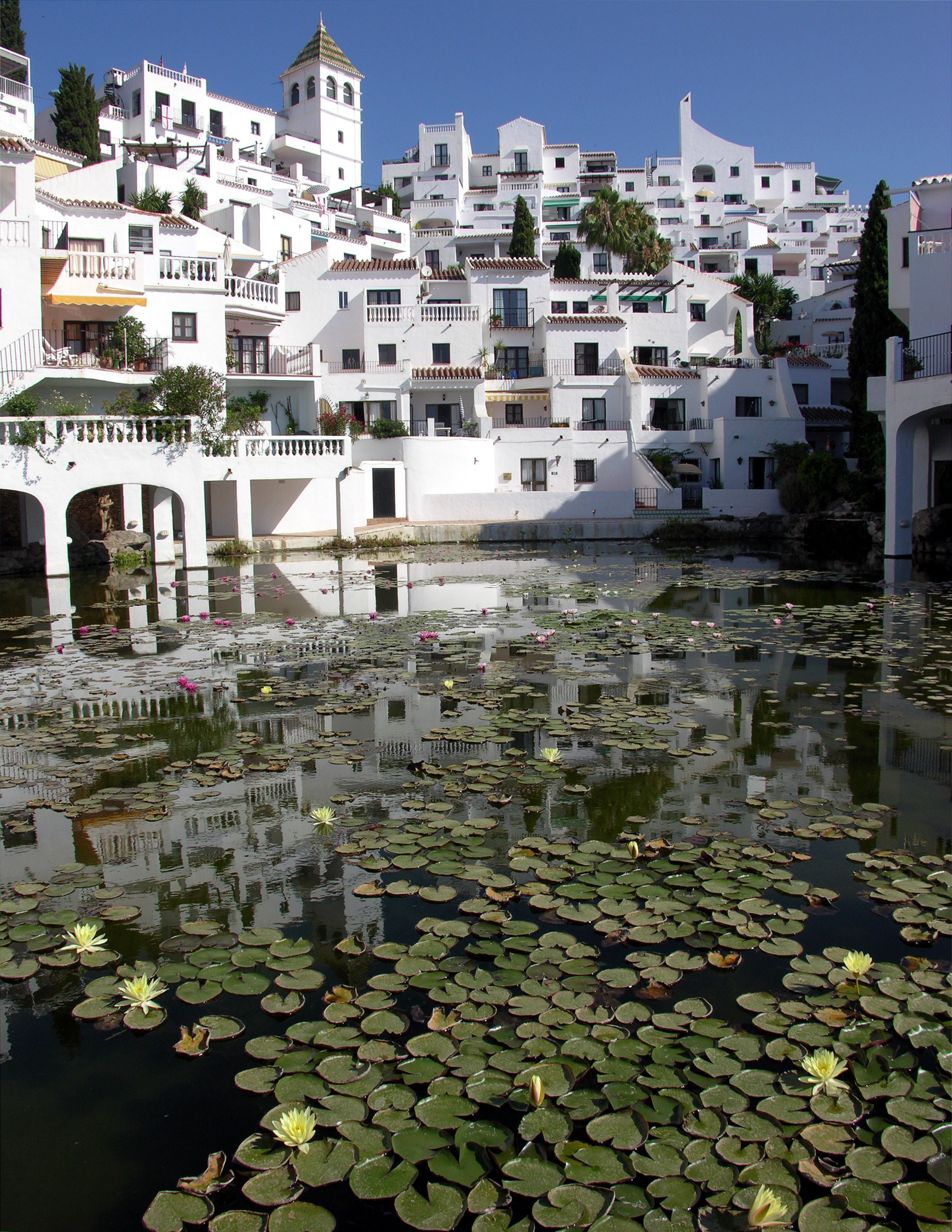
白色村庄

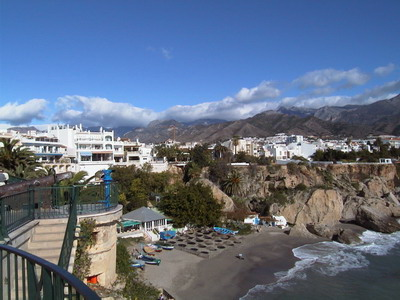
太阳海岸

太阳海岸（西班牙語：Costa del Sol）是西班牙南部安达卢西亚马拉加省地中海沿岸的一个地区，介于阳光海岸（Costa de la Luz）和热带海岸之间。该地区在以前只是一些安静的渔村，但在20世纪下半叶变为世界闻名的旅游目的地。
历史上，该区形成不少位于山上，俯瞰海洋的白色村庄。1950年代，该区被发现并开发，成为热门的国际旅游目的地，吸引人的不仅有海滩，还有当地的文化。在该区的马贝拉（Marbella）等城镇，使该区获得超级富豪和名人游乐场的声誉。
太阳海岸每年吸引数百万游客，他们大多经由马拉加机场抵达，然后前往沿着西到马尼尔瓦（Manilva），东到内尔哈（Nerja）海岸线的许多度假胜地中的一个。